# Kitty Janssen
Catharina Thecla Maria (Kitty) Janssen (Haarlem, 30 april 1930 – Amsterdam, 19 september 2012) was een Nederlands actrice.

## Leven en werk
Kitty Janssen ging in Haarlem naar de mulo, maar in leren had ze nooit veel zin. Pas toen haar ouders haar na de oorlog naar de nonnen stuurden, begon ze met studeren, omdat ze het daar zo vreselijk vond. Aangezien Janssen absoluut niet in de huishouding wilde helpen, besloot ze naar de toneelschool te gaan.
In 1951 maakte ze haar debuut bij de Nederlandse Comedie in Een engeltje van niets. Toen duidelijk werd dat de blijspelen zouden verdwijnen bij dit toneelgezelschap omdat de subsidie daar niet voor bedoeld was, vertrok Janssen naar het toneelgezelschap Globe. In 1969 ontving ze de Colombina, een toneelprijs voor de beste vrouwelijke bijrol in het stuk Little Murders.
In die periode werd André van den Heuvel haar levensgezel en tevens haar compagnon/tegenspeler in het in 1972 opgerichte Katrijn Theater Producties. Dit was door hen opgericht omdat ze beiden heel graag Edward Albees Who's Afraid of Virginia Woolf op de planken wilden brengen. De rol van Martha in dit stuk betekende voor Janssen de doorbraak. Naast haar opwachting als blijspelactrice werd ze ook geaccepteerd als drama-actrice. Daarnaast speelde ze ook enkele rollen in series op de televisie, zoals in Merijntje Gijzen (1973) en De Zevensprong (1982). Ook speelde ze de rol van Freule Nicolien in het tweede seizoen van Swiebertje (1962/1963).
In 1995 speelde Janssen de rol van Oma Nel in de serie M'n dochter en ik, een comedy met onder anderen Edwin de Vries. Deze serie werd nog vaak herhaald door Comedy Central Family.

## Filmografie

### Films
| Jaar | Titel                               | Rol                              |
| ---- | ----------------------------------- | -------------------------------- |
| 1953 | Sterren stralen overal              | dochter van taxichauffeur Amstel |
| 1957 | Minna von Barnhelm of soldatengeluk | Francisca                        |
| 1959 | Claudia                             | Claudia                          |
| 1960 | Claudia en David                    | Claudia                          |
| 1961 | Rozegeur en maneschijn              | Helen                            |
| 1963 | Die vrouwtjes van de wereld         | Philomèle                        |
| 1964 | Galgenaas                           | -                                |
| 1966 | De dans van de reiger               | moeder van Edouard (jong)        |
| 1967 | Onder één dak                       | Dora (vrouw van Wolter)          |
| 1968 | Een dame uit de provincie           | Darja Iwanowa                    |
| 1973 | Wie is er bang voor Virginia Woolf? | Martha                           |
| 1973 | Loves Comes Quietly                 | Louise Dijkstra                  |
| 1973 | De Sabijnse maagdenroof             | Luise Striese                    |
| 1977 | Soldaat van Oranje                  | Greta (huurbazin)                |
| 1978 | Dag dokter                          | Elizabeth Delfman                |
| 1980 | De bende van hiernaast              | mevrouw Verginkel                |
| 1989 | Kunst en Vliegwerk                  | buurvrouw Veldhuis               |

### Televisieseries
| Jaar      | Serie                   | Rol                | Aflevering(en)                          |
| --------- | ----------------------- | ------------------ | --------------------------------------- |
| 1962–1963 | Swiebertje              | Freule Nicolien    | 7                                       |
| 1962–1964 | Arthur en Eva           | Eva de Vries       | -                                       |
| 1974      | Merijntje Gijzen        | moeder Gijzen      | -                                       |
| 1975      | Klaverweide             | Elly Rasterhuis    | 1 (Met vallen en opstaan)               |
| 1977–1978 | Ieder zijn deel         | Gaby van Dieren    | -                                       |
| 1982      | De Zevensprong          | tante Willemijn    | -                                       |
| 1983      | De Weg                  | Marie Vos          | -                                       |
| 1986      | Zeg 'ns Aaa             | mevrouw Baars      | 1 (Rijles)                              |
| 1989      | Mag het iets meer zijn? | mevrouw Bras       | -                                       |
| 1991      | Bij nader inzien        | Bertie (oud)       | -                                       |
| 1991      | Medisch Centrum West    | Ina Harmsen        | 4                                       |
| 1992      | Oog in oog              | moeder             | 1 (Kun je een ham pekelen?)             |
| 1993      | Verhalen van de straat  | mevrouw Bollema    | 3                                       |
| 1994      | Seth & Fiona            | mevrouw Timmermans | 2                                       |
| 1995–1996 | M'n dochter en ik       | Nel Hasselman      | -                                       |
| 2001      | Russen                  | oma                | 1 (Wolfskinderen)                       |
| 2002      | Baantjer                | Kitty van der Kamp | 1 (De Cock en de moordfilm: Part 1 & 2) |

## Privéleven
Ze is de moeder van acteur Dick van den Toorn (1960) en kunstenaar Joost van den Toorn (1954) en de grootmoeder van de illustrator Jip van den Toorn (1993).
Kitty Janssen overleed op 19 september 2012 aan de gevolgen van een longontsteking.